# Mönchstraße 7 (Stralsund)
Das Gebäude Mönchstraße 7 in Stralsund ist ein denkmalgeschütztes Bauwerk in der Mönchstraße.

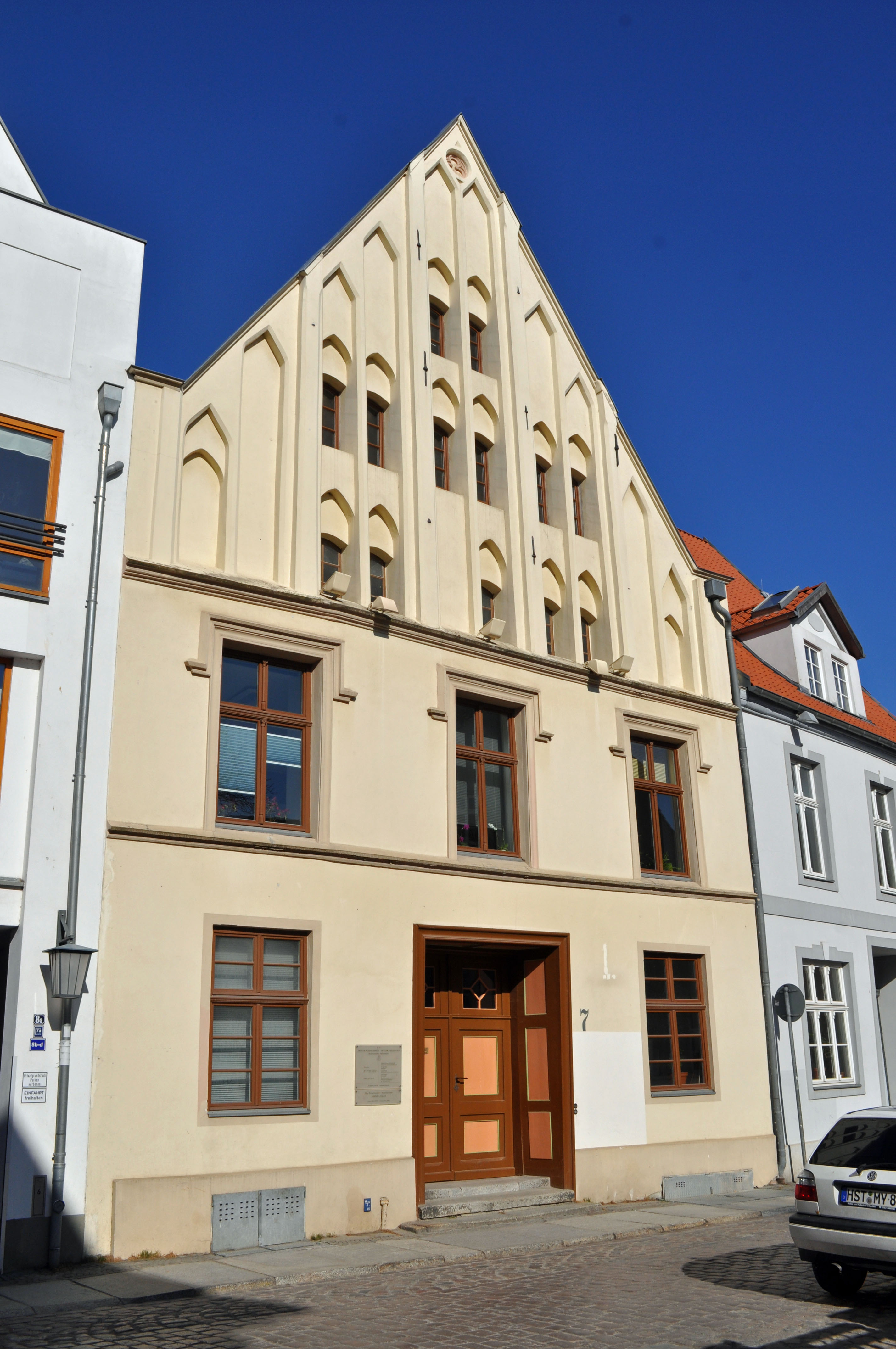
Haus Mönchstraße 7 in Stralsund (2012)

Das zweigeschossige Giebelhaus wurde Ende des 15. Jahrhunderts errichtet. Die Fassade ist neugotisch überformt. Der dreigeschossige Giebel mit seinen spitzbogigen Staffelblenden weist noch mittelalterliches Mauerwerk auf. Einen mittelalterlichen Kern besitzt auch die zweigeschossige Hofbebauung.
Das Haus im Kerngebiet des von der UNESCO als Weltkulturerbe anerkannten Stadtgebietes des Kulturgutes „Historische Altstädte Stralsund und Wismar“ ist in die Liste der Baudenkmale in Stralsund eingetragen.